# Desiree Zavala
Desiree Claire Zavala (ur. 30 listopada 1997) – amerykańska zapaśniczka. Druga w Pucharze Świata w 2019 roku.
Zawodniczka Grays Harbor College z Aberdeen, Grandview High School, Southern Oregon University z Ashland i Wayland Baptist University w Plainview.